# Os Diabólicos
Os Diabólicos é uma telenovela brasileira produzida pela extinta TV Excelsior e exibida de 7 de outubro de 1968 a 18 de fevereiro de 1969 no horário das 20 horas, totalizando 117 capítulos. Foi escrita por Teixeira Filho e dirigida por Henrique Martins.

## Enredo
O Cientista Aluísio Nesval descobre um material leve e resistente, ideal para fabricação de foguetes, que interessa às grandes potências, mas morre de câncer. Seu cérebro é transplantado em um pintor que adquire o conhecimento da grande descoberta. Enquanto isso, sua viúva disputa com a própria filha Elizabeth o amor de Edmundo, amigo e sócio do cientista.

## Elenco
- Henrique Martins - Dr. Aluísio Nesval
- Carlos Zara - Renato
- Cleyde Yáconis - Paula
- Elaine Cristina - Elizabeth
- Edson França - Edmundo
- Yara Lins
- Castro Gonzaga
- Fernando Baleroni - André
- Lucy Meirelles
- Cacilda Lanuza
- Luís Oroni - Henri
- Carminha Brandão - Emília
- Gilmara Sanches - Helena
- Gracindo Júnior - Vladimir
- Wilma de Aguiar